# (11438) Zeldovich
(11438) Zeldovich es un asteroide perteneciente al cinturón de asteroides, descubierto el 29 de agosto de 1973 por Tamara Mijáilovna Smirnova desde el Observatorio Astrofísico de Crimea (República de Crimea).

## Designación y nombre
Designado provisionalmente como 1973 QR1. Fue nombrado Zeldovich en honor al físico teórico ruso Yakov Borisovich Zel'dovich  que fue el autor de obras clásicas de física nuclear, física de la combustión y explosión, astrofísica y cosmología.

## Características orbitales
Zeldovich está situado a una distancia media del Sol de 2,192 ua, pudiendo alejarse hasta 2,616 ua y acercarse hasta 1,767 ua. Su excentricidad es 0,193 y la inclinación orbital 2,837 grados. Emplea 1185 días en completar una órbita alrededor del Sol.

## Características físicas
La magnitud absoluta de Zeldovich es 13,6. Tiene 5,037 km de diámetro y su albedo se estima en 0,304.